# Max Wladimir von Beck
(Freiherr) Max Wladimir (von) Beck (* 6. September 1854 in Wien; † 20. Jänner 1943 ebenda) war ein österreichischer Politiker. Von Juni 1906 bis November 1908 amtierte er als Ministerpräsident der cisleithanischen Reichshälfte.

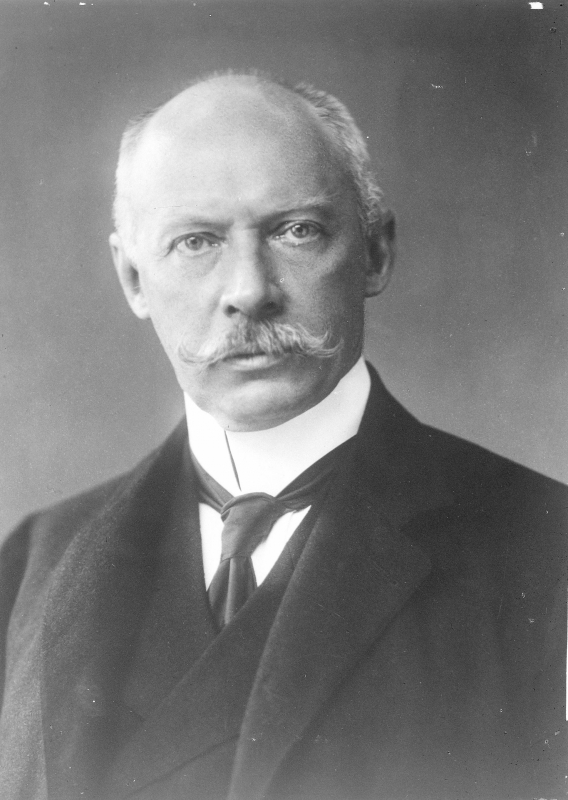
Max Wladimir Freiherr von Beck

## Leben
Der geadelte Vater Anton Ritter von Beck (1812–1895) stammte aus einfachen Verhältnissen (seine Eltern betrieben ein kleines Wirtshaus im südmährischen Butsch), redigierte lang die tschechische Ausgabe des Reichsgesetzblattes und wurde schließlich Direktor der k.k. Hof- und Staatsdruckerei in Wien. Er gehörte 1848/49 dem Kremsierer Reichstag an und betrachtete sich stets als Tscheche. Nach dem Tod des Vaters wurde der Familie Beck der Freiherrenstand (Baronie) verliehen.
Max Wladimir hatte vier Schwestern und besuchte das Akademische Gymnasium in Wien, wo Tomáš Garrigue Masaryk, im Herbst 1918 Gründungspräsident der Tschechoslowakischen Republik, und Carl Colbert, Zeitungsmacher, Humanist und Schriftsteller, zu seinen Mitschülern zählten. Er maturierte mit Auszeichnung und studierte bis 1878 an der Universität Wien Rechtswissenschaften. 1896 ehelichte er Helene, geb. Mayer-Gunthof (1862–1930), nach deren Scheidung von Ludwig von Dóczi.

### Beamter
Nach dem Studium trat Max Wladimir von Beck in den Staatsdienst ein, zuerst in die Finanzprokuratur, dann gehörte er von 1880 bis 1906 unter neun Ressortchefs dem k.k. Ackerbauministerium, einem der Ministerien Cisleithaniens, an.
Er wurde dazu ausersehen, bei Franz Ferdinand von Österreich-Este, von 1896 an Erzherzog-Thronfolger, als Lehrer für Rechts- und Staatswissenschaft zu wirken. Er gewann dabei das Vertrauen Franz Ferdinands und wurde später auch sein Berater in juristischen und politischen Fragen, unter anderem auch in den staatsrechtlichen Fragen, die sich 1900 um die morganatische Ehe des Thronfolgers ergaben.
1898 wurde Beck im Ackerbauministerium Sektionschef. Als Vorstand der legislativen und organisatorischen Abteilung bereitete er wichtige Gesetze zur Agrarreform vor. Zeitgenossen und Biografen fiel es stets schwer, ihn weltanschaulich-politisch einzuordnen.

### Ministerpräsident
Während der Staatskrise von 1905/06 wurde Beck nach dem Rücktritt von Konrad zu Hohenlohe-Schillingsfürst am 2. Juni 1906 vom Kaiser zum k.k. Ministerpräsidenten ernannt. Franz Joseph I. sah im ehemaligen Erzieher des Thronfolgers einen Mittelsmann zwischen sich und seinem widerspenstigen Neffen.
Beck wurde zu einem der fähigsten Ministerpräsidenten Cisleithaniens. Begünstigt durch die wirtschaftliche Hochkonjunktur, gelang es ihm, eine parlamentarische Mehrheit mit dem Kern der Liberalen Parteien der wichtigsten cisleithanischen Nationalitäten zu bilden. Die Regierungen davor hatten, weil sie die Konflikte im Parlament nicht lösen konnten, mit kaiserlichen Verordnungen regiert. Beck machte nicht den Versuch, wie seine Vorgänger über die Parteien hinweg zu regieren oder eine neutrale Beamtenregierung zu bilden. Er nahm ohne ein förmliches Abkommen deutsche, tschechische und polnische Abgeordnete in sein Kabinett auf, das er als „Ausgleichskonferenz in Permanenz“ bezeichnete.
Obwohl er das Amt nur bis 15. November 1908 innehatte, brachte er entscheidende Reformen auf den Weg. Vor allem bewirkte er gegen den Widerstand des Thronfolgers am 1. Dezember 1906 die altösterreichische Reichratswahlreform, das von den Sozialdemokraten seit langem geforderte allgemeine und gleiche Männerwahlrecht für das Abgeordnetenhaus.
Dies führte zum Zerwürfnis mit Franz Ferdinand. Dieser beabsichtigte im Herrenhaus des Reichsrats Widerstand gegen den Beschluss, wurde aber vom Kaiser durch die Drohung mit dem Einsatz der beiden Obersthofmeister des Kaisers als Pro-Redner ausmanövriert.
Ob es eine versteckte Zusammenarbeit Becks mit den Sozialdemokraten unter Victor Adler gegeben hat, ist umstritten; Beck hat sie dementiert. Begünstigt wurde die Einführung des allgemeinen und gleichen Männerwahlrechts, an der Ministerpräsident Eduard Taaffe in den 1890er Jahren gescheitert war, durch die Russische Revolution 1905, die Sozialdemokraten und slawische Parteien nachdrücklich beeinflusste.
Jedenfalls konnte Beck durch ein umfassendes sozialpolitisches Programm mit der Reform der Arbeiterversicherung und der Einführung der Alters- und Invalidenversicherung neben den Sozialdemokraten auch die Christlichsozialen gewinnen. Der Ausbau der Sozialversicherung war daher auch Thema in der unter Becks Regie entworfenen Thronrede Franz Josephs, die der Kaiser am 19. Juni 1907 in der Hofburg vor den Mitgliedern beider Häuser des Reichsrats hielt.
Darüber hinaus gelang es Beck, den Finanzausgleich mit Ungarn mit einer neuen, für Cisleithanien geringeren Quote von 63,6 % gegenüber 36,4 % für das wirtschaftlich etwas stärker gewordene Ungarn zu erneuern.
Zwei Jahre nach seinem Amtsantritt fasste Beck die Lage am 2. Juni 1908 im Abgeordnetenhaus des Reichsrats so zusammen:

„Uns hat die Vorsehung ein Problem auf den Weg gegeben, wie keinem anderen Staate Europas. 8 Nationalitäten, 17 Länder, 20 parlamentarische Körperschaften, 27 parlamentarische Parteien, zwei verschiedene Weltanschauungen, ein kompliziertes Verhältnis zu Ungarn, die durch beiläufig achteinhalb Breiten- und etwa ebensoviel Längengrade gegebenen Kulturdistanzen – alles das auf einen Punkt zu vereinigen, aus alldem eine Resultierende zu ziehen, das ist notwendig, um in Österreich zu regieren.“

In seiner Politik stieß er vor allem auf den Widerstand der aristokratisch dominierten konservativen Parteien und des auf Konfrontation setzenden k.u.k. Außenministers Alois Lexa von Aehrenthal. Beck war ein Mann der Innenpolitik und kein außenpolitischer Hasardeur, weshalb er während der Bosnischen Annexionskrise, auch auf Druck der alten Gegner der Wahlreform, am 15. November 1908 zurücktreten musste.

### Weitere Funktionen
Er war 1907 bis 1918 Mitglied des Herrenhauses des österreichischen Reichsrats, 1915 bis 1918 Präsident des Obersten Rechnungshofs, dann bis 1934 des (republikanischen) Rechnungshofs und 1919 bis 1938 Präsident der Österreichischen Gesellschaft vom Roten Kreuz.

## Erinnerungen

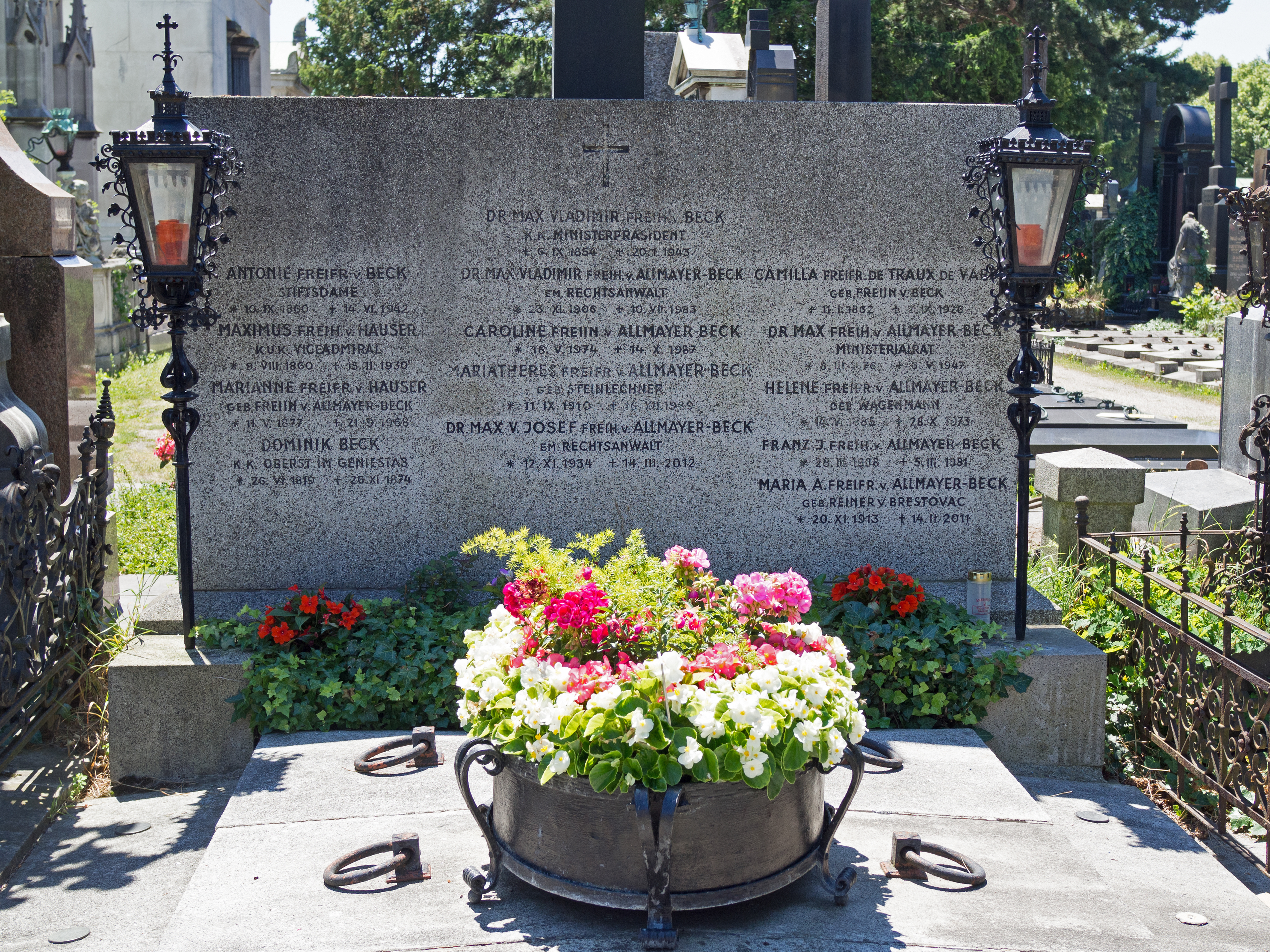
Grab von Max Wladimir von Beck auf dem Hietzinger Friedhof

Becks Adelsbezeichnung ging mit dem österreichischen Adelsaufhebungsgesetz im Frühjahr 1919 verloren.
Max Wladimir Beck wurde am 23. Jänner 1943 auf dem Hietzinger Friedhof in Wien, 13. Bezirk, im auf Friedhofsdauer bestehenden Familiengrab, Gruppe 16, Nr. 23 D, bestattet.
1949 wurde die im 13. Bezirk von der Lainzer Straße westwärts abzweigende Gustav-Groß-Gasse, bis 1938 Reichgasse, nach Beck benannt. Er hatte die letzten Jahrzehnte seines Lebens unweit dieser Gasse in einer Villa in der Lainzer Straße 47 gewohnt.

## Schriften (Auswahl)
- Der Kaiser und die Wahlreform. In: Eduard Ritter von Steinitz (Hrsg.): Erinnerungen an Franz Joseph I. Kaiser von Österreich, apostolischer König von Ungarn. Verlag für Kulturpolitik, Berlin 1931, S. 197–225.